# 694 Ekard
Ekard (asteróide 694) é um asteróide da cintura principal com um diâmetro de 90,78 quilómetros, a 1,8021794 UA. Possui uma excentricidade de 0,324813 e um período orbital de 1 592,79 dias (4,36 anos).
Ekard tem uma velocidade orbital média de 18,23080187 km/s e uma inclinação de 15,84269º.
Esse asteróide foi descoberto em 7 de Novembro de 1909 por Joel Metcalf.